# シャッライ・ロランド
シャッライ・ロランド（ハンガリー語: Roland Sallai, 1997年5月22日 - ）は、ハンガリー・ブダペスト出身の同国代表サッカー選手。ポジションはMF。SCフライブルク所属。

## クラブ経歴
プスカシュ・アカデーミアFCでプロキャリアをスタート。2014年8月1日のペーチMFC戦でプロデビューを飾った。9月14日のフェレンツヴァーロシュTC戦でプロ初ゴールを決めた。
2016年8月4日、USチッタ・ディ・パレルモに期限付き移籍した。
2017年8月29日、APOELニコシアと4年契約を結んだ。
2018年8月31日、SCフライブルクと4年契約を結び移籍した。しかし11月に内転筋を負傷し、長期離脱した。

## 代表歴
年代別ハンガリー代表では2015 FIFA U-20ワールドカップなどに出場した。
2016年5月20日、親善試合のコートジボワール代表戦でフル代表デビュー。UEFA EURO 2016では暫定登録メンバー入りしたものの、最終登録メンバーには残れなかった。2018年9月11日、UEFAネーションズリーグのギリシャ代表選で初ゴールを決めた。
2021年6月1日、UEFA EURO 2020参加メンバー26人の一人に選出された。
UEFA EURO 2024に選出

## 個人成績

### 代表
2023年6月20日現在
試合数
- 国際Aマッチ 42試合 10得点（2016年 - ）

| ハンガリー代表 | 国際Aマッチ | 国際Aマッチ |
| 年             | 出場        | 得点        |
| -------------- | ----------- | ----------- |
| 2016           | 1           | 0           |
| 2017           | 5           | 0           |
| 2018           | 6           | 1           |
| 2019           | 4           | 0           |
| 2020           | 4           | 1           |
| 2021           | 10          | 3           |
| 2022           | 8           | 4           |
| 2023           | 4           | 1           |
| 通算           | 42          | 10          |

得点
| #  | 開催日         | 開催地                                       | 対戦国         | スコア | 結果 | 大会                          |
| -- | -------------- | -------------------------------------------- | -------------- | ------ | ---- | ----------------------------- |
| 1  | 2018年9月11日  | ブダペスト、グルパマ・アレーナ               | ギリシャ       | 1–0    | 2–1  | UEFAネーションズリーグ2018-19 |
| 2  | 2020年9月6日   | ブダペスト、プスカシュ・アレーナ             | ロシア         | 1–3    | 2–3  | UEFAネーションズリーグ2020-21 |
| 3  | 2021年3月25日  | ブダペスト、プスカシュ・アレーナ             | ポーランド     | 1–0    | 3–3  | 2022 FIFAワールドカップ予選   |
| 4  | 2021年3月28日  | セラヴァッレ、サンマリノ・スタジアム         | サンマリノ     | 2–0    | 3–0  | 2022 FIFAワールドカップ予選   |
| 5  | 2021年10月12日 | ロンドン、ウェンブリー・スタジアム           | イングランド   | 0-1    | 1-1  | 2022 FIFAワールドカップ予選   |
| 6  | 2022年3月29日  | ベルファスト、ウィンザー・パーク             | 北アイルランド | 0-1    | 0-1  | 親善試合                      |
| 7  | 2022年6月14日  | ウルヴァーハンプトン、モリニュー・スタジアム | イングランド   | 0-1    | 0-4  | UEFAネーションズリーグ2022-23 |
| 8  | 2022年6月14日  | ウルヴァーハンプトン、モリニュー・スタジアム | イングランド   | 0-2    | 0-4  | UEFAネーションズリーグ2022-23 |
| 9  | 2022年11月20日 | ブダペスト、プスカシュ・アレーナ             | ギリシャ       | 1-0    | 2-1  | 親善試合                      |
| 10 | 2023年6月20日  | ブダペスト、プスカシュ・アレーナ             | リトアニア     | 2-0    | 2-0  | UEFA EURO 2024予選            |